# Louis Gabriel d'Antessanty
L’abbé Louis Gabriel d'Antessanty est un entomologiste français, né le 26 octobre 1834 à Hampigny (Aube) et mort le 6 janvier 1922 à Troyes.
Les types de nouvelles espèces d’hémiptères qu’il a décrits sont listés par Maurice Royer (1878-1942) en 1922.

## Liste partielle des publications
- 1881 : L'étude des Hemiptères. Feuille des Jeunes naturalistes, XIII.
- 1891 : Catalogue des Hémiptères-Hétéroptères de l'Aube Dufour-Bouquot, plaquette grand In-8 broché (Troyes).
- 1916 : « Mémoires de la Société académique d'agriculture, des sciences, arts et belles-lettres du département de l'Aube. Liste des Orthoptères observés dans l'Aube. », sur gallica BNF (consulté le 29 mai 2014)
- L'étude de l'histoire naturelle. Lecture faite en séance publique de la Société académique de l'Aube.

## Source
- Traduction de l'article de langue anglaise de Wikipédia (version du 7 mai 2007).

## Note
1. ↑  " Les types de la collection d'Hémiptères de l'abbé G. d'Antessanty ". Bulletin de la Société entomologique de France 1922 : 268-269.